# كلاوس فون شتورش
كلاوس فون شتورش (بالإسبانية: Klaus von Storch)‏ هو مهندس فضاء جوي ومهندس وطيار تشيلي، ولد في 20 فبراير 1962 في أوسورنو في تشيلي.